# 750년

## 연호
- 당(唐) 천보(天寶) 9재
- 일본(日本) 덴표쇼호(天平勝宝) 2년

## 기년
- 당(唐) 현종(玄宗) 39년
- 신라(新羅) 경덕왕(景德王) 9년
- 발해(渤海) 문왕(文王) 14년

## 사건
- 첫 번째 이슬람 칼리파 왕조인 우마이야 왕조 멸망하다.
- 아랍 제국의 두 번째 이슬람 바그다드 칼리파 왕조인 아바스 왕조가 칼리프 왕조인 우마위야 왕조를 무너뜨리고 새로운 왕조를 시작하다.